# Tumbao
Tumbao – polski zespół muzyczny grający muzykę reggae, założony w 2000 we Wrocławiu, występujący także w formie riddim bandu jako Tumbao Riddim Band.

## Dyskografia
- Rise My Soul (2002, W Moich Oczach)[1]
- Sela (2003, Home Appliance, Rockers Publishing)[2][3]